# Костышин, Денис Русланович
Дени́с Русла́нович Косты́шин (укр. Денис Русланович Костишин; род. 31 августа 1997, Хмельницкий) — украинский футболист, полузащитник клуба «Дрита».

## Карьера игрока
Воспитанник молодёжной академии киевского «Динамо» (тренеры — Александр Биба, Павел Кикоть), но первый профессиональный контракт подписал в августе 2014 года с другим украинским клубом — днепропетровским «Днепром»
Дебютировал в украинской Премьер-лиге 30 апреля 2017 года в поединке против луцкой «Волыни».
5 декабря 2022 года было объявлено о переходе Костышина в американский клуб «Эль-Пасо Локомотив» из Чемпионшипа ЮСЛ. За «Локомотив» он дебютировал 11 марта 2023 года в матче стартового тура сезона против «Сакраменто Рипаблик». 18 марта 2023 года в матче против «Детройт Сити» забил свой первый гол за «Локомотив». 1 ноября 2023 года было объявлено об уходе Костышина из «Эль-Пасо Локомотив».
5 декабря 2023 года Костышин вернулся в «Александрию».

## Личная жизнь
Денис Костышин принадлежит к большой футбольной семьи. Его отец (Руслан Костышин) и дядя (Виталий Костышин) — профессиональные футболисты и тренеры. Младший брат Дениса, Даниил, также занимается футболом. Встречался с актрисой сериала «Школа» Елизаветой Василенко.

## Достижения
«Александрия»
- Серебряный призёр чемпионата Украины: 2024/25